# Chalais (Dordoña)
Chalais (también, Chaleix) es una comuna francesa situada en el departamento de Dordoña, en la región de Nueva Aquitania.
El nombre de la comuna fue cambiado oficialmente en 2009 de Chaleix a Chalais.

## Demografía
| 562 | 513 | 456 | 385 | 425 | 435 | 403 |
| Para los censos de 1962 a 1999 la población legal corresponde a la población sin duplicidades (Fuente: INSEE [Consultar]) |     |     |     |     |     |     |